# Clavecín

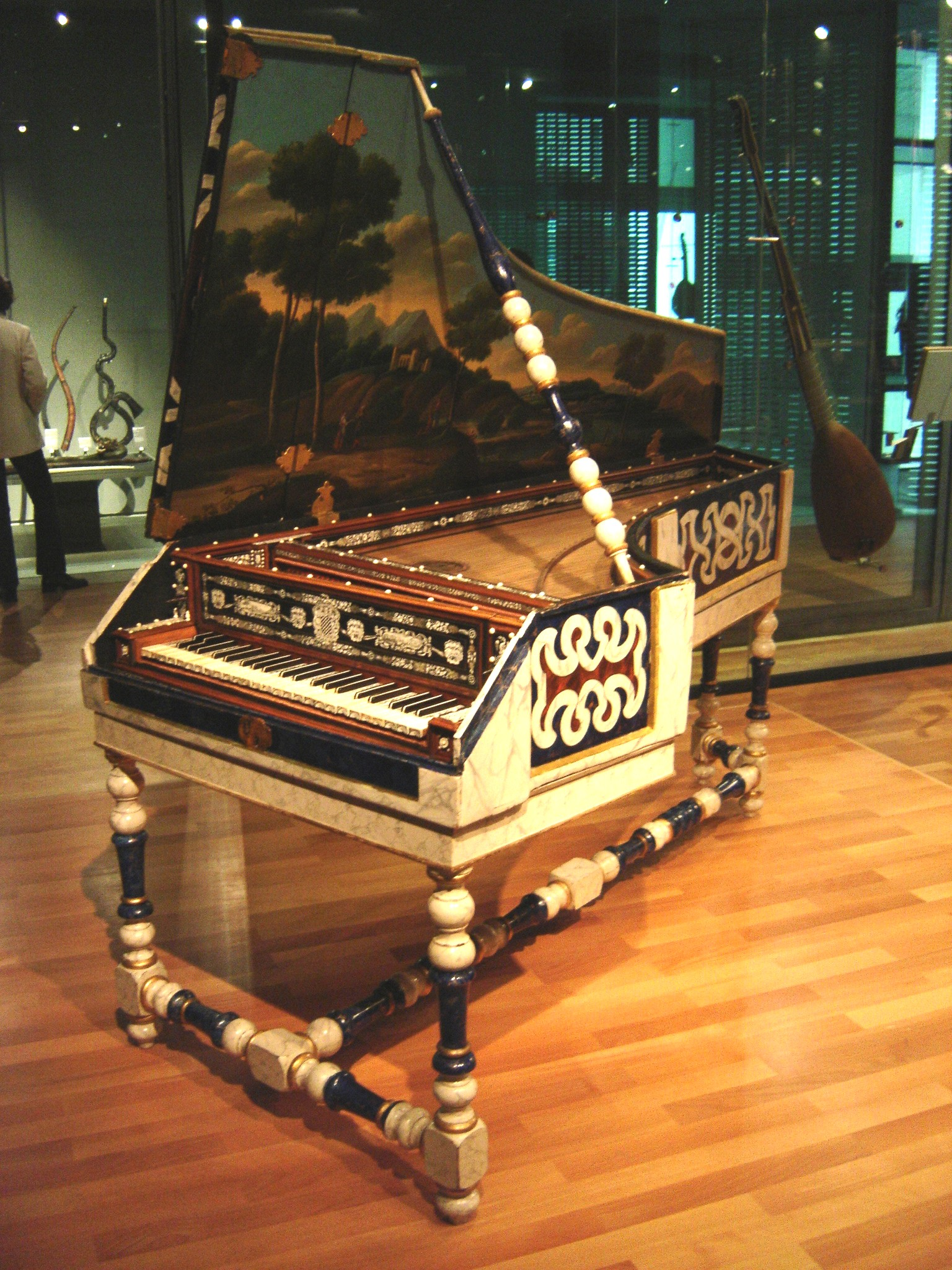
Clavicémbalo italiano.

El clavecín (también conocido como clave, clavicímbalo, clavicémbalo, gravicémbalo o cémbalo, originalmente clavicembalo) es un instrumento musical con teclado y de cuerda pulsada (a diferencia del piano o del clavicordio, que son instrumentos de cuerda percutida). La persona que interpreta este instrumento recibe el nombre de clavecinista.
El clavecín fue uno de los instrumentos más populares durante el Barroco. Sin embargo, fue cayendo en el olvido durante las últimas décadas del siglo XVIII, momento en el que los compositores se decantaron por el fortepiano (antepasado del piano moderno), el cual, a diferencia del clavecín, permitía cambios de volumen con solo variar la intensidad de pulsación de las teclas.

## Historia y descripción
El salterio griego (psalterion), uno de los primeros instrumentos cordófonos, puede considerarse un primigenio ancestro del clavecín, en tanto que instrumento de cuerda, si bien se tocaba percutiendo las cuerdas, en lugar de pulsándolas. Sin embargo, la primera referencia histórica a un antecesor directo del clave la encontramos en un documento de 1360, el cual menciona el eschequir que el rey Eduardo III de Inglaterra regaló a Juan el Bueno, su prisionero durante la Guerra de los Cien Años. Aunque se desconoce cómo era aquel primitivo instrumento, se supone que sería un instrumento de tecla y cuerda pulsada. Asimismo, según una carta datada en 1397, el médico y astrólogo Hermann Poll sería el inventor de un nuevo instrumento, denominado clavicembalum, que, según parece, podría ser considerado el primer clavecín.
El clavecín fue desarrollándose y popularizándose a lo largo de los siguientes siglos, durante el Renacimiento y, especialmente, el Barroco. En los diferentes países fueron surgiendo diferentes constructores, dando lugar a diversas escuelas de construcción.
Normalmente, el instrumento consta de uno o de dos teclados manuales, según las diferentes épocas y escuelas. Las teclas de estos teclados accionan un mecanismo que hace sonar las cuerdas. Normalmente, un clavecín dispone de varios juegos de cuerdas, llamados registros, atendiendo a los modelos de los diferentes constructores. Estos registros suelen ser, siguiendo la terminología de los registros del órgano, de ocho pies (8') y/o de cuatro pies (4'). Las cuerdas de un registro de 8' producen la nota en la misma octava que la tecla pulsada, mientras que las cuerdas de un registro de 4' producen la nota en la octava superior. En algunos clavecines de gran tamaño, pueden encontrarse excepcionalmente otros registros, como el de 16 pies, que produce el sonido a la octava inferior, o de 2 pies, que suena dos octavas más agudo.
Si bien a finales del siglo XVIII, el clavecín sufre un paulatino olvido por parte de los músicos, a fines del siglo XIX y principios del siglo XX, el instrumento fue revivido, en parte, gracias a la pianista Wanda Landowska, quien fue la primera profesora interesada en el clavecín en tiempos modernos (en la ciudad de Berlín), y no solo interpretó antiguas obras escritas para el instrumento, sino que también encargó obras nuevas a diferentes autores, entre ellos el compositor español Manuel de Falla, como el Concierto para clave. Landowska no se interesó en el sonido de los claves antiguos sino que propició la construcción de claves modernos, con estructuras derivadas de la construcción del piano (como los clavecines Pleyel). Con los excelentes progresos de restauración y fabricación de copias de los instrumentos antiguos, desde hace más de cuarenta años ha resurgido el interés por el clavecín histórico. La claridad de su timbre y exquisita riqueza en armónicos lo hacen irremplazable para la ejecución de música polifónica.

## Mecanismo
Cuando el intérprete presiona una tecla hacia abajo, esta actúa a modo de balancín (dispone de un pivote en el centro), de tal modo que su parte posterior sube. Sobre esta parte de la tecla descansan los martinetes, por lo que, al accionar la tecla, estos suben también. El martinete o saltador es la pieza rectangular (normalmente de madera) que contiene el plectro, encargado de pinzar la cuerda a fin de hacerla sonar. Los plectros, históricamente, están hechos de pluma de ave, aunque, en muchos instrumentos actuales, se suelen emplear plectros de plástico.

Esquema del mecanismo básico de un clavecín de un teclado con dos registros de 8'.

Esquema de la parte superior de un martinete o saltador, con el plectro en contacto con la cuerda.

Los martinetes de un clavecín están ordenados en uno o varios registros: unas tiras de madera (móviles o fijas) con unos agujeros rectangulares en los que están introducidos los martinetes. Cuando un registro determinado se encuentra activado, los martinetes están cerca de las cuerdas, de tal modo que los plectros pueden pinzarlas. Los registros que son móviles pueden estar "desactivados", es decir, con los martinetes más alejados de las cuerdas, de manera que, al subir estos, los plectros no llegan a estar en contacto con las cuerdas.
Cada martinete dispone, además, de un apagador, una pieza de fieltro que, cuando el martinete está en posición de reposo, queda en contacto con la cuerda (por la parte de arriba) a fin de silenciarla.
El proceso en que una cuerda es puesta en vibración por parte del plectro puede explicarse en las siguientes fases:
- Cuando el martinete está en reposo (no se ha presionado la tecla), el plectro no está en contacto con la cuerda. El apagador reposa sobre la cuerda, reduciendo posibles vibraciones por simpatía.
- Cuando la tecla es presionada, el martinete sube y el plectro se aproxima a la cuerda, poniéndose en contacto con ella y sufriendo una tensión que lo hace curvarse ligeramente.
- Tras vencer la tensión, el plectro pinza la cuerda, haciéndola vibrar y, por tanto, se produce el sonido. El martinete topa con una tapa de madera, conocida como regla de martinetes o regla de saltadores, la cual frena el movimiento vertical de este. Dicha regla está cubierta en la parte inferior por un fieltro, a fin de reducir el ruido de la colisión de ambas maderas.
- Cuando el intérprete suelta la tecla, el martinete desciende por acción de la gravedad. Una lengüecilla móvil hace posible que el plectro bascule, de tal modo que solo roza de forma mínima la cuerda. Cuando el martinete vuelve a la posición inicial, el apagador vuelve a estar en contacto con la cuerda, apagando la vibración de esta, por lo que el sonido cesa.

Proceso de acción de la cuerda por parte del martinete:1) Martinete en posición de reposo.
2) Cuando la tecla se presiona, el martinete sube y el plectro queda en contacto con la cuerda.
3) Tras haber puesto en vibración la cuerda.
4) El martinete baja al subir la tecla.

## El clavecín en la música académica europea
El clavecín ha tenido un importante papel en la música académica europea desde el siglo XVI hasta el XVIII y, después, en el siglo XX, ya sea como solista, como acompañante o a solo, teniendo su edad dorada en el Barroco, para después caer en el olvido en el Romanticismo y resurgir con fuerza en el siglo XX.
Las aportaciones de músicos italianos, como Girolamo Frescobaldi, alemanes, como Johann Jakob Froberger, Georg Friedrich Händel y Johann Sebastian Bach, franceses, cual François Couperin o Jean-Philippe Rameau, y Domenico Scarlatti que compuso la mayor parte de su obra para teclado en España y fundó una escuela propia entre cuyos seguidores figuran autores como Sebastián de Albero o Antonio Soler, crearon un repertorio clásico para este instrumento durante los siglos XVII y XVIII.

### Los comienzos: Medioevo y Renacimiento (siglosXV-XVI)
El interés en componer música específica para el instrumento se remonta a la Edad Media, etapa de la que datan manuscritos anónimos con obras para teclado solista. El interés por instrumentos cercanos, como el clavicordio, el virginal o la espineta, irá creciendo hasta el Renacimiento tardío, en que aparecen los primeros grandes compositores en el ámbito de la música de teclado. El castellano Antonio de Cabezón (1510-1566), junto con los virginalistas ingleses de entre 1560 y 1600, escriben las obras más interesantes de la música renacentista para este instrumento de cuerda pulsada mecánicamente. Poco después, la música para tecla de Jan Pieterszoon Sweelinck (1560-1621) emprende la transición hacia el Barroco temprano.

### La edad de oro: el Barroco (1600-1750)
El clavecín goza cada vez de más popularidad y reconocimiento, y tras las contribuciones de Cabezón y Valente, los virginalistas ingleses y el holandés Jan Pieterszoon Sweelinck, entre finales del siglo del siglo XVI y 1630, abrirán una época importante en la música para clave, que abarca todo el Barroco, desde 1600 hasta 1750, y reunirá un nutridísimo corpus de obras compuestas por músicos de toda Europa.
Pero el instaurador de las formas clásicas para el clavecín barroco europeo es, sin duda alguna, el italiano Girolamo Frescobaldi (1583-1643), que estableció un repertorio de tocatas, caprichos, fantasías, ricercare (nombre genérico para cualquier pieza contrapuntística) y variaciones o diferencias virtuoso para el clavicémbalo a solo en la primera mitad del seicento. Siguiendo su estela e influidos por él surgen las escuelas del clavecín barroco en la segunda mitad de su mismo siglo XVII. Inglaterra (con Henry Purcell), Alemania (con la personalísima música de Johann Jakob Froberger) o Francia, si bien en el caso francés se mantuvo una tradición propia en el XVII que, sin embargo, adoptó finalmente la influencia italiana a fines de ese siglo y en la primera mitad del XVIII.
Un caso excepcional es el de Domenico Scarlatti, que nace en 1685 en el Reino de Nápoles perteneciente por entonces a la Monarquía Hispánica. Tras sus primeras sonatas italianizantes, adopta un estilo fuertemente influido por los modos arabizantes y el sentido del ritmo muy marcado de la música popular española. Todo ello le llevó a crear un variado y original conjunto de sonatas bipartitas para clavecín que suponen uno de los grandes monumentos a las posibilidades virtuosas y al desarrollo de la composición de este instrumento.

#### Inglaterra
El primer gran compositor de la escuela inglesa es William Byrd (1540-1623), uno de los músicos de teclado más importantes de todos los tiempos.
Le suceden John Bull, Giles Farnaby, Peter Philips y Orlando Gibbons. La escuela decae entre 1620 y 1630 y no aparecerá un compositor notable hasta la Restauración inglesa de 1660, en que descuella uno de los más importantes músicos del siglo XVII: Henry Purcell (1658-1695), ya plenamente barroco. Purcell compone, fundamentalmente para virginal, 62 piezas variadas de tipo italiano y francés, que incluyen fantasías, tocatas y diversas piezas de suites.
Entrado el siglo XVIII, destaca la obra de William Croft, quien inaugura la última etapa del clavecín barroco británico.
Entre 1712 y 1759, la música para teclado en Inglaterra alcanza su techo y comienza su ocaso tras la obra de Händel, alemán de origen pero que compondrá mucha de su música en las islas británicas. Sin embargo, su obra es ecléctica y no puede adscribirse de modo característico a la producción para tecla de la escuela inglesa. Händel es estricto contemporáneo de Bach y Domenico Scarlatti —curiosamente los tres nacen el mismo año— y bastante cercano en el tiempo a la trayectoria de François Couperin y Jean Phillippe Rameau. Su obra, por tanto, recibe el influjo tanto germánico como italiano y francés. Las más conocidas de sus composiciones para clave son las colecciones de grandes suites (HWV 426-433 y HWV 434-438) y las seis fugas (HWV 605-610).

#### Francia

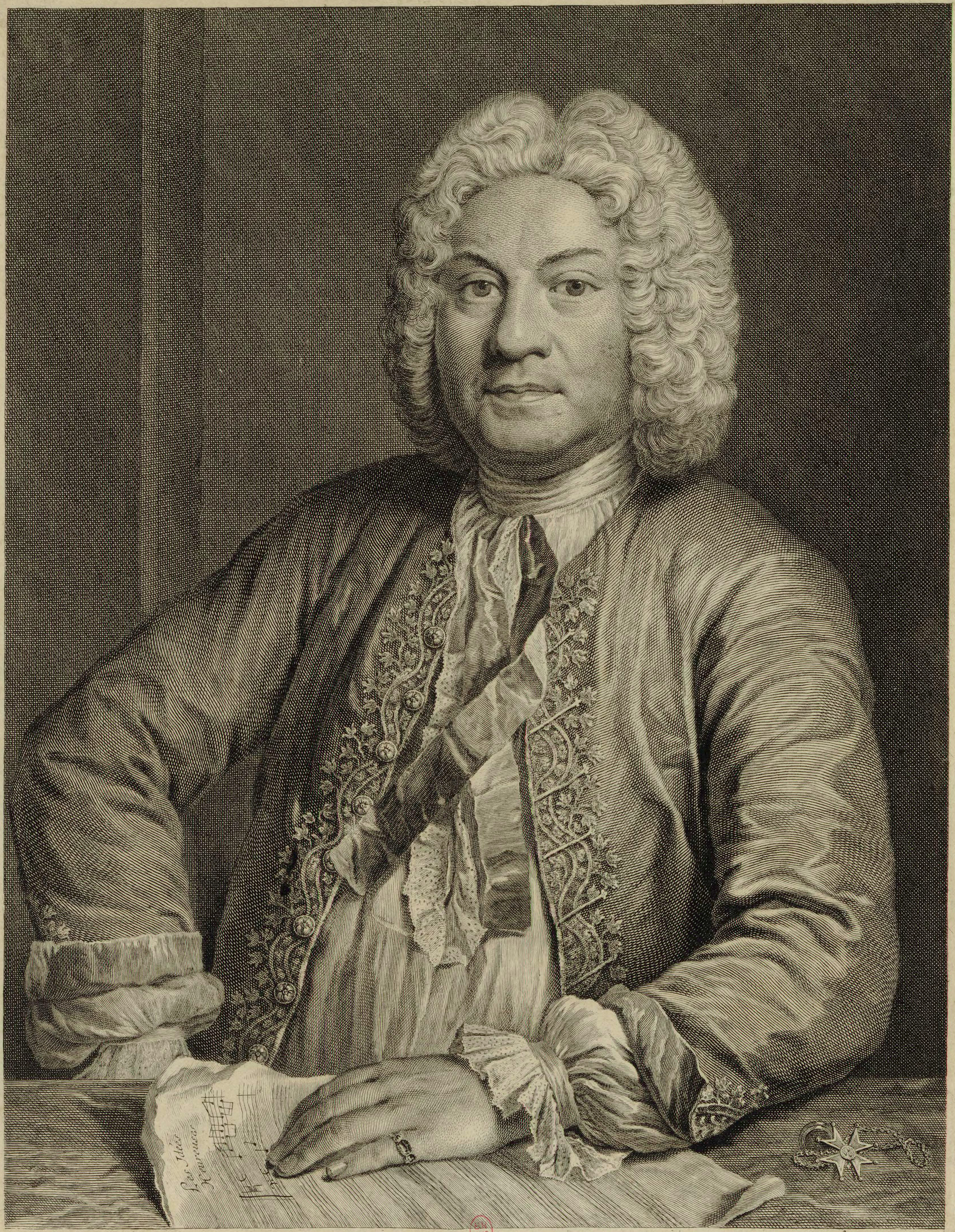
François Couperin.

En Francia, junto con Alemania, el clavecín alcanza gran prestigio y difusión. Entre 1610 y 1789 hay una importante escuela francesa del instrumento, ligada a la escuela del órgano francés. Jacques Champion de Chambonnières (1601-1672) es su fundador y primer gran compositor. A partir de Chambonnières, la música de clavecín en Francia gana muchos adeptos y desplaza al laúd como instrumento favorito para componer a solo. Louis Couperin es, junto con su fundador Chambonnères, el más destacado compositor francés de la primera mitad del siglo XVII.
En la segunda mitad del siglo XVII tomarán su relevo Jean-Henri d'Anglebert (1626-1691), Jean-Nicolas Geoffroy (1633-1694) y Nicolas Lebègue (1632-1702), quienes llevaron la música barroca de clavecín francesa a un alto grado de refinamiento. La forma compositiva predominante en Francia fue la suite para teclado, que reunía una serie de piezas básicas (alemanda, courante, zarabanda y giga), cuyo origen estuvo en danzas variadas de ritmos binarios (alemanda) o ternarios (zarabanda) que alternan tiempos vivos y pausados.
La siguiente generación, que desarrolló su música entre finales del siglo XVII y principios del XVIII, siguió cultivando la suite pero adoptó influencias italianas y alemanas. Con ella el clavecín francés llegó a su máxima expresión, con dos nombres que figuran entre los más grandes compositores de la música culta occidental, tales son François Couperin (1668-1733) y Jean-Philippe Rameau (1683-1764). En su órbita se situó una importante nómina de compositores para el clavecín: Louis Marchand, Charles Dieupart, Louis-Nicolas Clérambault, Gaspard Le Roux, Jean-François Dandrieu, Élisabeth Jacquet de la Guerre, Joseph Nicolas Pancrace Royer o Nicolas Siret.
François Couperin compuso sus cuatro libros de suites entre 1713 y 1731. Se caracterizan por prestar una atención especial a la ornamentación. En tanto, la obra de Jean-Philippe Rameau presenta aspectos más variados. Sus tres libros de suites aparecieron en 1706, 1724 y 1728. Después de esta fecha, sólo compuso para el clavecín solista una pieza aislada, La Dauphine (1747). Alterna en ellos piezas en la más pura tradición de la suite francesa con piezas imitativas, como «Le Rappel des Oiseaux» o «La Poule», y de descripción emotiva, cual son «Les tendres Plaintes» o «L'entretien des Muses». Muchas de ellas ofrecen un virtuosismo a la italiana. La invención y los efectos sorprendentes son en ellas notables, como se puede observar en «Les Tourbillons» y «Les trois Mains». En otras se aplican sus innovadores teorías musicales, como sucede en «L'Enharmonique» y «Les Cyclopes».

#### Alemania

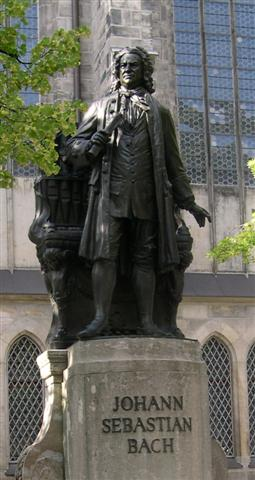
Bach. Su obra supuso un antes y un después en el teclado.

En esta época, la música para clave alcanza en Alemania (al igual que en Francia) su máxima expresión, aunque, a diferencia de lo que sucede para la música de clave francesa, no llega a considerarse una escuela, aunque sí se postula para el órgano.
Johann Jakob Froberger (1613-1667) es el primer representante ilustre de la música clavecinística germana. Influido por Frescobaldi y Sweelinck, Froberger representa la referencia de la música de clavecín en Alemania en la primera mitad del siglo XVII. Tras él, y ya en la segunda mitad del mismo siglo, muchos de los compositores célebres que componían para órgano también lo hicieron de forma brillante para el clavecín, entre los cuales destacaron Matthias Weckmann, Dietrich Buxtehude, Johann Kaspar Kerl, Johann Pachelbel y Georg Muffat. Pachelbel y Buxtehude son las cumbres de la música de teclado germana posterior a Froberger.
Johann Kuhnau (1661-1722) es el más sobresaliente de los compositores del clavecín en Alemania entre 1670 y 1720. Sus Sonatas bíblicas (1700) suponen uno de los primeros ejemplos de música programática. Junto a Kuhnau, y ya adentrándose con la generación de Bach y Telemann, se halla Georg Böhm (1661-1733), contemporáneo de François Couperin.
En la primera mitad del siglo XVIII, la música nacional, y de todo el periodo, alcanza sus máximas cotas, y la obra capital de Johann Sebastian Bach (1685-1750) establece un antes y un después en la música de este instrumento. Sus obras son trascedentes en importancia, repercusión y extrema calidad, como El clave bien temperado, las Suites inglesas, las Suites francesas, las Partitas, BWV 825-830 y las Variaciones Goldberg, entre otras. Otros célebres compositores germánicos de la primera mitad del siglo XVIII en el ámbito clavecinístico son Johann Mattheson, Christoph Graupner y Georg Philipp Telemann (1681-1767). La siguiente generación alumbra la obra de los hijos de Bach, Wilhelm Friedemann Bach (1710-1784) y Carl Philipp Emanuel Bach, que emprenden la transición del clave barroco al galante en Alemania.

#### Italia
En Italia, la música para clavecín sufre altibajos, como en el caso de Inglaterra.

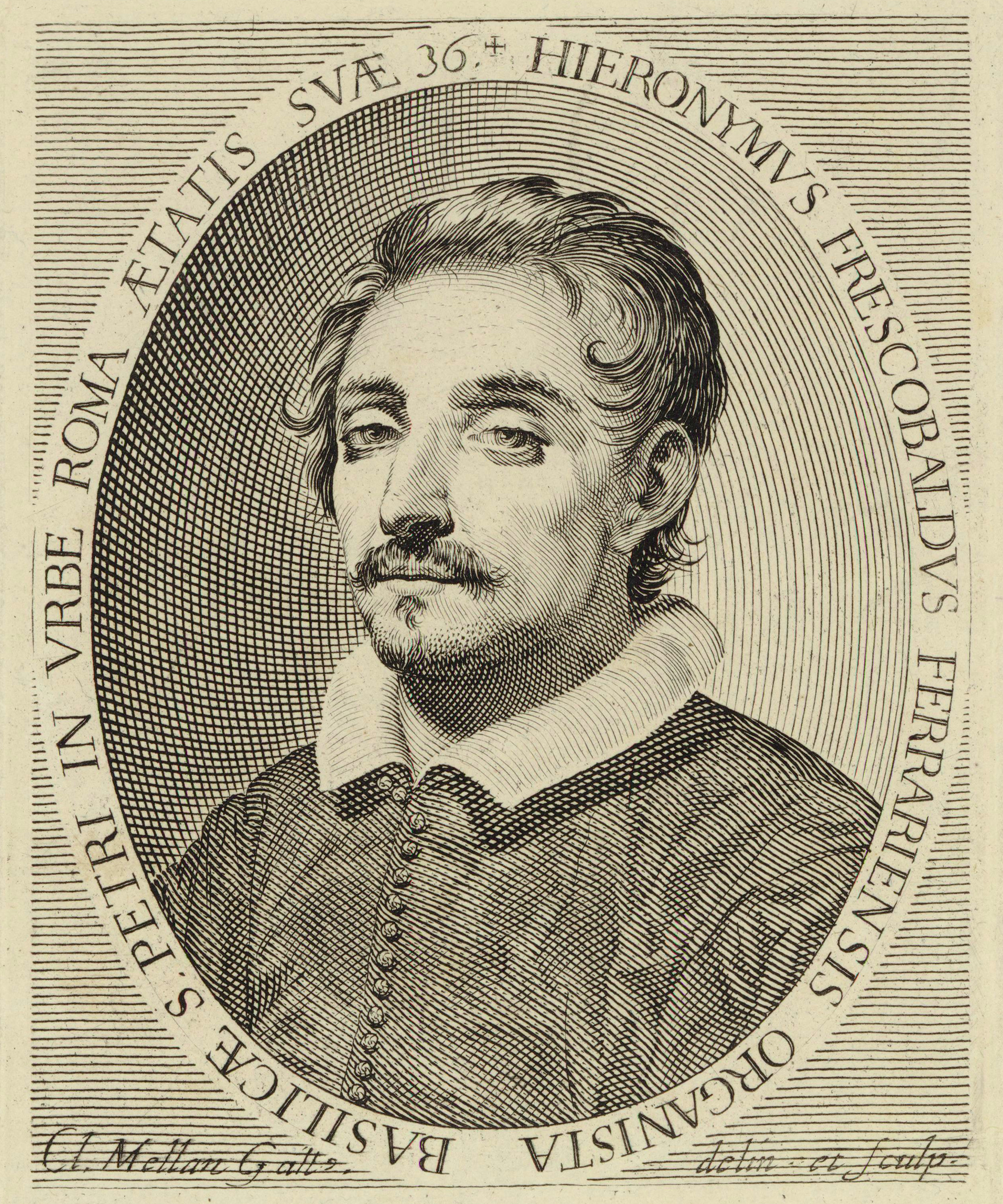
Girolamo Frescobaldi

El primer gran compositor del clavecín italiano del siglo XVII es Girolamo Frescobaldi que compuso tocatas, caprichos, fantasías, canciones, ricercare, danzas y variaciones en la primera mitad del siglo XVII, estableciendo las bases para la música de clavecín solista europea. En los dos libros de tocatas publicados entre 1615 y 1637 se incluyen las Cento Partite, una obra virtuosa y experimental. Además de a Frescobaldi, cabe mencionar en esta época también a Sweelink. Su obra Toccate et partite(1615) es una de las de mayor relevancia del clavecín italiano.
Tras Frescobaldi, el clavecín en Italia tiene en Bernardo Pasquini (1637-1710) el compositor que más sobresale hasta Domenico Scarlatti, aunque su obra no llega a lograr la maestría y originalidad su antecesor.
En la primera mitad del siglo XVIII, entre 1700 y 1720 aparece un compositor cuya obra igualará (si no supera) el alto nivel de Frescobaldi. Se trata del compositor napolitano, que posteriormente asimilará la influencia de la música popular española, enriqueciendo ampliamente el registro compositivo del clavicémbalo, Domenico Scarlatti (1685-1757). En 1721, con su marcha a la península ibérica como maestro de clavecín de la infanta de Portugal (y futura reina de España) María Bárbara de Braganza, Italia ya no conocerá más compositores notables durante el resto del periodo barroco.

#### Países Bajos
Entre finales del siglo XVI y principios del XVII, el compositor Jan Pieterszoon Sweelinck (1562-1621) es el más destacable del clavecín holandés, haciendo la transición del renacimiento al barroco en su país.Junto con Frescobaldi, los mejores compositores de teclado. Después de 1621, no hay más compositores que se destaquen en el ámbito del clavecín.

#### España y Portugal

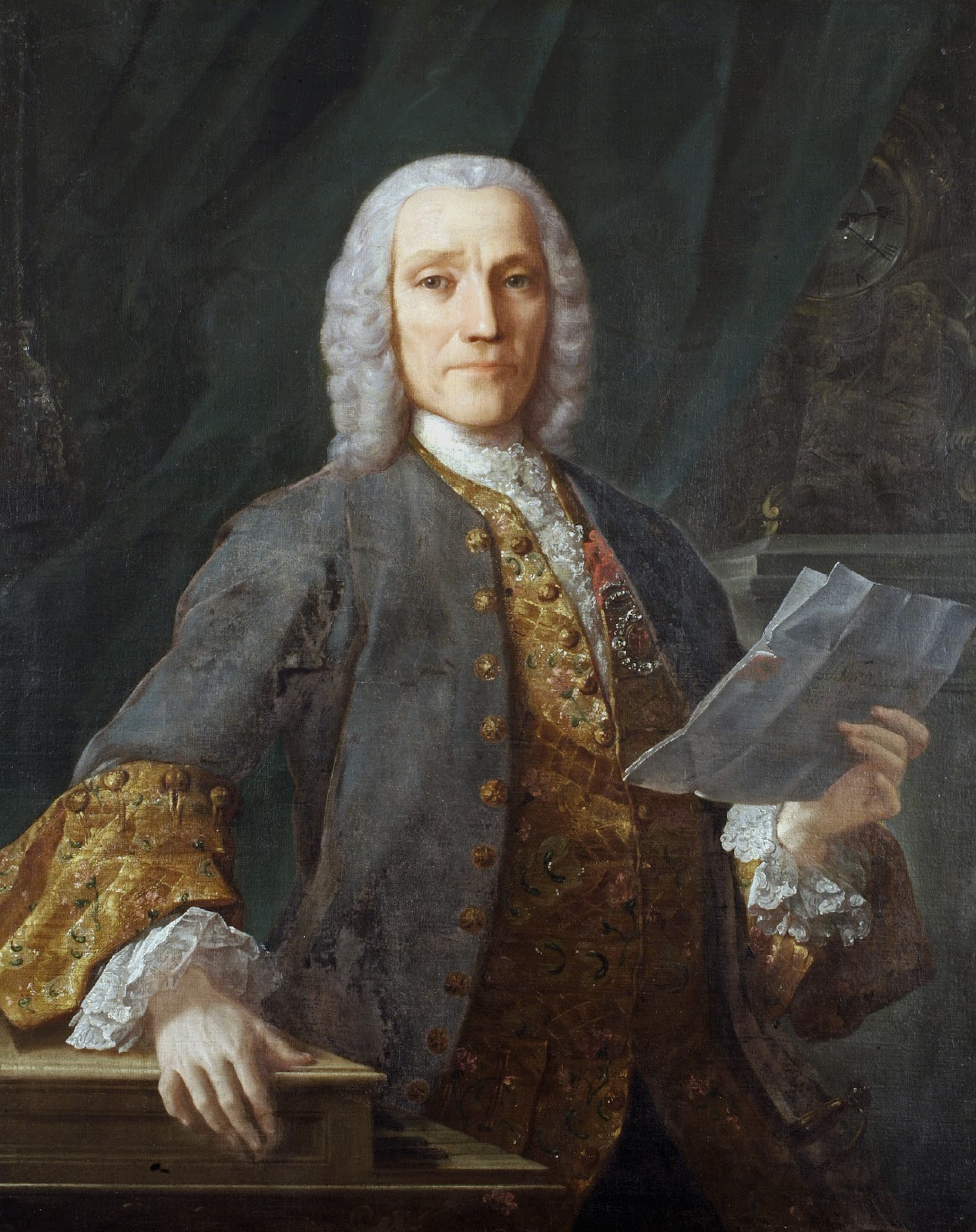
Domenico Scarlatti, cumbre del clavecín barroco italiano y español.

La música para clavecín en la península ibérica tiene un hito importante en la llegada de Domenico Scarlatti, compositor y clavecinista napolitano, a la corte lisboeta de la princesa portuguesa Bárbara de Braganza como maestro de música y teclado en 1721. Cinco años más tarde, tras el matrimonio de su alumna con el futuro rey de España Fernando VI, se traslada a Sevilla, donde escuchó los aires populares andaluces que tanto influyeron en su música, y posteriormente a la corte de Madrid, donde murió en 1757.
En estos más de treinta y cinco años, Scarlatti desarrolló un estilo profundamente influido por las tonalidades y modos andalusíes y por el ritmo vivo de los rasgueos de guitarra o las castañuelas en las más de quinientas sonatas bipartitas que compuso para el clavicémbalo y que supusieron un monumento capital de la música española e influyó en la escuela de clavecinistas ibéricos contemporáneos y posteriores.
Así, se pueden observar concomitancias en la figura principal del clavecín lusitano del siglo XVIII, Carlos Seixas, nacido en Coímbra y organista de la Catedral de Lisboa. Poco más tarde fue ascendido a vicemaestre de la Capilla Real, cuyo titular era Doménico Scarlatti, y a cuyo contacto se debe la influencia del clavecinista italo-español.
Al lado de Scarlatti en la corte española trabajó el maestro de clavecín de Fernando VI, Sebastián de Albero. Se trata de un clavecinista vigoroso y vanguardista que, sin embargo, dejó poca obra debido en parte a que no fue publicada o conservada y a su pronta muerte a los treinta y cuatro años.
La segunda mitad del siglo dieciocho está ocupada por la imponente figura del Padre Soler. Nacido en Olot, pronto obtuvo el cargo de organista y director del coro del monasterio de San Lorenzo de El Escorial, donde entabló contacto con Scarlatti y otros clavecinistas españoles como José de Nebra. Su música, que ya preludia el clasicismo, se diversificó en conjuntos instrumentales y corales, con obras sacras y profanas en las que mostró una prolífica maestría.

### La decadencia y el olvido: el clasicismo y elsigloXIX(1750-1912)
En la segunda mitad del siglo XVIII, después de la muerte de Rameau, Bach, Händel y Scarlatti entre 1750 y 1764, la música destinada al clavecín sufre una rápida decadencia pues los compositores están cada vez más interesados con el nuevo fortepiano. Fascinados con las posibilidades del nuevo instrumento, el clavecín será totalmente reemplazado entre 1775 y 1790 por el primitivo piano, aunque en este periodo, y durante algunas décadas, la música compuesta para el pianoforte también era interpretada en el clavecín, o a la inversa, indistintamente.
Entre los períodos del barroco y el clasicismo son los dos hijos mayores de Johann Sebastian Bach los más sobresalientes compositores de música para el clavecín: Wilhelm Friedemann Bach (1710-1784), y sobre todo Carl Philipp Emanuel Bach (1714-1788).
Otros compositores del clavecín clásico son los ingleses Thomas Augustine Arne (1710-1778), William Boyce (1711-1779) y el español Antonio Soler (1728-1783). La escuela francesa del clavecín, que tuvo su apogeo con Rameau y Couperin entre 1706 y 1748 declinará hasta su desaparición tras la Revolución francesa a partir de 1789 y la imposición del nuevo estilo romántico y el piano.
Mozart y Haydn, que aunque en sus primeros años destinaban sus obras al clavecín y al pianoforte sin distinción alguna adoptaron en su etapa de madurez el nuevo instrumento.
A partir de 1790, los compositores dejan totalmente de componer para el antiguo clavecín, cayendo en desuso hasta el siglo XX. El renacimiento del instrumento se produce gracias a la figura de la clavecinista Wanda Landowska, que recupera el interés por el clavicémbalo en la música contemporánea.

### El resurgir: primera mitadsigloXX(1912-1950)
En los inicios del siglo XX, a partir de la decisiva labor de la clavecinista Wanda Landowska, el clavecín vuelve a ser protagonista en el interés de los compositores, después de una largo tiempo olvidado y eclipsado por el piano desde finales del siglo XVIII.
A partir de 1912, con la primera interpretación en público del instrumento por parte de Landowska, los compositores prestan la atención al redescubierto instrumento, que les atrae su sonido metálico, antiguo y exótico. La célebre intérprete, aparte de impulsar la interpretación en el clavecín, también reaviva el interés de componer música encargando nuevas obras específicas a los grandes compositores del momento.
A partir de los encargos, el clavecín rápidamente se vuelve a nutrir de muchas obras, empezando en 1923 con el Retablo de Maese Pedro de Manuel de Falla (1876-1946), el primer gran compositor destacado de música para clavecín del siglo XX después de C. P. E. Bach. Wanda Landowska participó en su estreno.
A petición de Landowska, Falla compone un Concierto para clave, estrenado por ella en 1926.
Más tarde, en 1928, Francis Poulenc (1899-1963) compone el Concierto campestre para clavecín. El clavecín ya ha despertado el interés entre los compositores, que crearán música para el instrumento durante el resto del siglo, llegando hasta nuestros días.
Entre sus contemporáneos se encuentran Bohuslav Martinů (1890-1959) y Frank Martin (1890-1974).

### La actualidad (1950-...)
De la segunda mitad del siglo XX en adelante, el clavecín se encuentra totalmente instaurado en la música académica europea, la música clavecinística goza de buena salud y muchos compositores componen para el instrumento ya sea como solista, a solo o en formaciones de cámara. En estos años, además la música para clavecín traspasa el ámbito de la música académica, y se expande por diferentes estilos musicales relacionados con la música académica: la música de cine, la música de anime, y la música de videojuegos. Incluso el clavecín está presente en géneros como el flamenco, tango, pop, rock y J pop, que son totalmente ajenos al ámbito musical tradicional del clavecín, acentuando la relevante importancia en el panorama musical actual.[cita requerida]
Entre los compositores destacables en el ámbito clavecinístico de la música académica, se podría citar a Krzysztof Penderecki, Viktor Kalabis, Jiří Válek, Alfred Schnittke, Henryk Górecki, Jacques Valmond, Philip Glass, Roberto Carnevale, Elliott Carter, Vladimír Godár, Vittorio Rieti, Jean Courtioux, György Ligeti, Daniel Pinkham, Pēteris Vasks, Henri Dutilleux, Goffredo Petrassi, Jiri Gemrot, Lubor Barta, Milan Slavicky, Jiri Teml, Petr Eben, Dmitri Shostakovich, Alain Louvier y el clavecinista Hendrik Bouman.
La fabricación de clavecines es artesanal y artística. En Francia, David Boinnard ha desarrollado una larga pericia en la concepción de instrumentos medievales como los clavicembalos o los clavicytheriums. El lutier estadounidense Frank Hubbard (1920-1976) también contribuyó a ampliar la difusión de este instrumento.

### Las formas y géneros musicales
El clavecín, desde el siglo XV hasta el XVIII, y el XX hasta nuestros días, prácticamente ha abarcado los géneros vocales e instrumentales, en multitud de combinaciones y sin acompañamiento alguno. Son muchas las formas musicales en que el clavecín ha participado, siendo omnipresente e imprescindible en los siglos XVII y XVIII, en prácticamente toda la música, por su uso como bajo continuo.
Formas específicas, y de gran importancia para el clavecín solista, se encuentran en las fantasías, fugas, sonatas, caprichos, las suites, los preludios, las variaciones, las oberturas y las tocatas, formas habituales en el barroco.
Girolamo Frescobaldi es el gran maestro de estas formas (excluyendo la suite), que desarrolla hacia 1650 e influye notablemente en las generaciones posteriores. Es el punto de partida de Bach, Händel,  Couperin, Rameau y Scarlatti. Su obra Fiori musicale contiene ejemplos cimeros de las formas antedichas.
Pachelbel y Kuhnau también contribuyeron a la variación y la sonata respectivamente, en la segunda mitad del siglo XVII, donde son muy importantes las sonatas bíblicas, y las variaciones Hexachordum apollinis.
Bach es una figura capital en el desarrollo estas formas en el clavecín. Los preludios y fugas tienen un hito en los libros I y II de El clave bien temperado, BWV 846-893. La variación con las famosas Variaciones Goldberg, BWV 988. La fantasía con su Fantasía cromática, BWV 903. Las suites inglesas, francesas y partitas, en su obra BWV 812-830. La obertura un ejemplo destacado en la Obertura francesa, BWV 831.
François Couperin y Rameau se aplicaron a la evolución de la suite francesa para teclado, a la que dedicaron los esfuerzos de siete obras publicadas entre 1706 y 1730. Junto con las BWV 812-830 de Bach, componen el repertorio clásico de la suite barroca europea para tecla.
Scarlatti, con sus más de 500 sonatas de un solo movimiento, es el máximo compositor de esta forma en el clavecín. Además de suponer el cénit de la sonata para teclado barroca, se adelanta y anticipa soluciones que culminarán en las sonatas para pianoforte de Haydn, Mozart y Beethoven. Su discípulo Antonio Soler también compuso y desarrolló ampliamente la sonata, escribiendo unas 200 piezas de ese género, si bien más variadas, pues incluyó la división de la sonata en tres movimientos y el clavecín concertante.
Händel es el otro gran maestro en la forma de la variación, junto con Bach, con las Variaciones Blacksmith, compuestas hacia 1720. Igualmente, sus ocho grandes suites para clavecín, compuestas en 1720, es otro ejemplo del nivel alcanzado en esa forma musical.
En el siglo XX Shostakóvich rinde homenaje a estas formas para clavecín, y a Bach y su Clave bien temperado, con sus 48 preludios y fugas, aunque no están escritas para clavecín, sino para piano.

### Obras destacadas

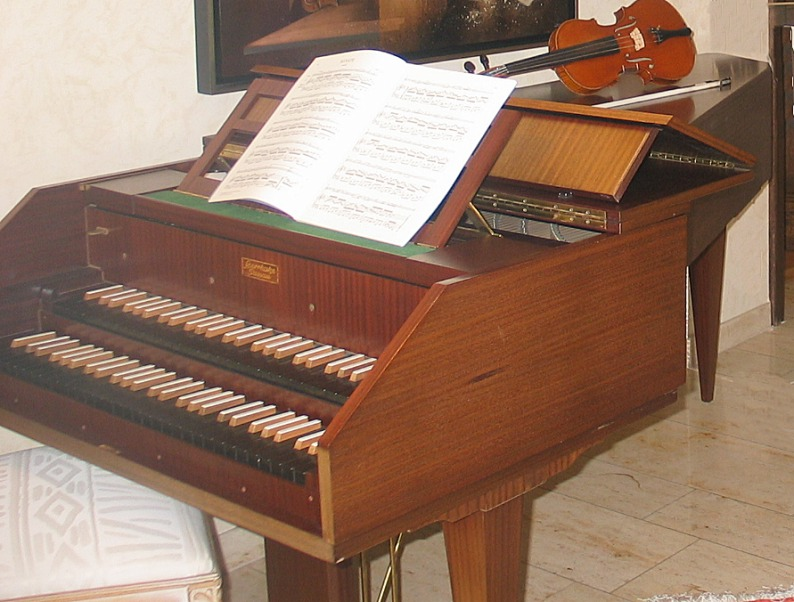
Clavecín moderno construido en 1980.

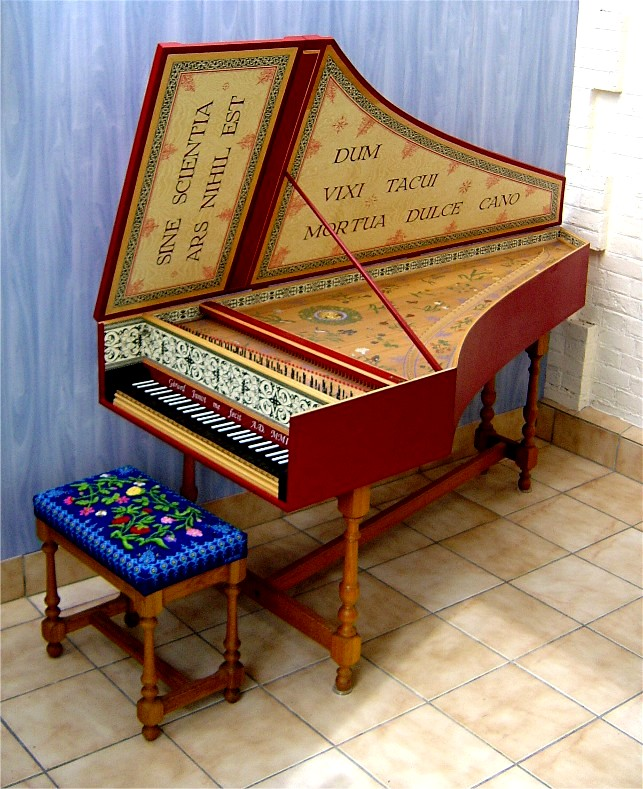
Clavecín de estilo flamenco

#### Barroco
- Fiori musicali (1635) de Girolamo Frescobaldi
- Hexacordum Apollinis (1699) de Johann Pachebel
- Sonatas bíblicas (1700) de Johann Kuhnau
- 555 sonatas (1705-1757) de Domenico Scarlatti
- Pasacalle (1706) de Georg Friedrich Händel
- 3 libros de suites (1706, 1724, 1728) de Jean-Philippe Rameau
- 4 libros de órdenes (1713-1730) de François Couperin
- Conciertos BWV 972-987' (1714-1716) de Johann Sebastian Bach
- Concierto de Brandenburgo n.º 5, BWV 1050 (1719) de Johann Sebastian Bach
- 8 grandes suites HWV 423-433 (1720) de Georg Friedrich Händel
- Suites inglesas y francesas, partitas BWV 806-811, 825-830 (1720-1731) de Johann Sebastian Bach
- El clavecín bien temperado BWV 846-893 (1722, 1744) de Johann Sebastian Bach
- Suites de pieces pour le clavecin HWV 434-442 (1733) de Georg Friedrich Händel
- Conciertos para clavecín BWV 1052-1065 (1735) de Johann Sebastian Bach
- Variaciones Goldberg BWV 988 (1741) de Johann Sebastian Bach
- Piezas para clavecín en concierto (1741) de Jean-Philippe Rameau
- Fandango del padre Antonio Soler

#### Clasicismo
- Seis sonatas prusianas (1742), de Carl Philipp Emanuel Bach
- Concierto para clavecín y pianoforte (1788) de Carl Philipp Emanuel Bach

#### Moderna
- Concierto para clave y cinco instrumentos (1926) de Manuel de Falla.
- Concierto campestre (1928) de Francis Poulenc
- Petite Symphonie Concertante 1944-1945 de Frank Martin

#### Contemporánea
- Doble concierto para piano y clavecín (1959-1961) de Elliott Carter
- Continuum (1968) de György Lígeti
- Chiffres de clavecin (1968) de Maurice Ohana
- Concerto Grosso n.º 1(1977) de Alfred Schnittke
- Passacaglia ungherese (1978) de György Lígeti
- Hungarian Rock (Chaconne) (1978) de György Lígeti
- Concierto para clavecín y orquesta de cámara Op. 40 (1980) de Henryk Górecki